# (6833) 1993 FC1
(6833) 1993 FC1 (1993 FC1, 1986 TP12, 1990 SD15) — астероїд головного поясу.
Тіссеранів параметр щодо Юпітера — 3,373.